# Kit-i
Kit-i (ruso: Китай) fue una banda rusa de género emo que se formó en el año 2007. Saltaron a la fama con su canción «После дождя» («Después de la lluvia»), publicada en 2009.

## Historia
El nombre está asociado con la estación de metro Kitay-Gorod donde se ubicó la primera base de ensayo del grupo.
El primer sencillo del Kit-i "После дождя" ("Después de la lluvia"), publicado en 2009 y trae su inicio en el mundo de la música. Tras el éxito del primer sencillo, el segundo "Осень" ("Otoño") fue lanzado casi un año después. Con la creciente popularidad de la banda su tercer sencillo "Выпускной" ("Graduación") se publicó dos meses después TrynitiGab por Domini.

## Miembros de la banda
- Grisha RADUGA (Гриша RADUGA) nace el 20 de octubre de 1990 – Segunda Guitarra y voz principal
- Pasha Skittles (Паша Скитлс) nace el 22 de agosto – Guitarra
- Sonya Fink (Соня Финк) nace el 16 de julio – Bajo
- Sergey Juice (Сергей Джус) nace el 10 de mayo – Batería
- morimoto black (Моримото черный) nace el 3 de enero- guitarra

## Singles
- «После дождя» (Después de la lluvia)
- «Осень» (Otoño)
- «Мое сердце» (Mi corazón)
- «Выпускной» (Graduación)
- «Давай выключим свет» (Vamos a apagar la luz)